# High Mobility Multipurpose Wheeled Vehicle
Das High Mobility Multipurpose Wheeled Vehicle (kurz: HMMWV, der meist Humvee genannt wird) ist ein geländegängiges Fahrzeug, das als Nachfolger des Ford M151 für die US-amerikanische Armee entwickelt wurde und seit 1985 von dem US-amerikanischen Hersteller AM General in verschiedenen Versionen produziert wird.

## Allgemein
Am 22. März 1983 schloss die United States Army mit AM General einen Vertrag in Höhe von 1,2 Milliarden US-Dollar zur Lieferung von 55.000 Einheiten des HMMWV in 15 verschiedenen Ausführungen, nachdem sich dieses Fahrzeug bereits in den 1970er-Jahren bei einer Ausschreibung gegen den Lamborghini LM002 durchsetzen konnte. Die US Army bestellte schließlich 70.000 Stück und erhöhte damit das Auftragsvolumen auf 1,6 Milliarden US-Dollar. Dieses war der größte jemals durch die US Army abgeschlossene Vertrag zur Lieferung militärischer Radfahrzeuge. 2007 besaß das United States Marine Corps etwa 20.000 Humvees, die US Army mehr als 120.000.
Die Bezeichnung der US Army lautet M998 Series. Es ist ein allradgetriebenes Mehrzweckfahrzeug mit einer Nutzlast von 1,25 Tonnen. Der Humvee ist vielseitig einsetzbar und hat eine hohe Mobilität und Geschwindigkeit. Er ersetzte eine ganze Reihe von veralteten leichten Transportfahrzeugen, wie den Ford M151 MUTT, die Dodge M880 Pick-Ups, sowie den M561 Gama Goat und den Willys-Overland M274 Mule.

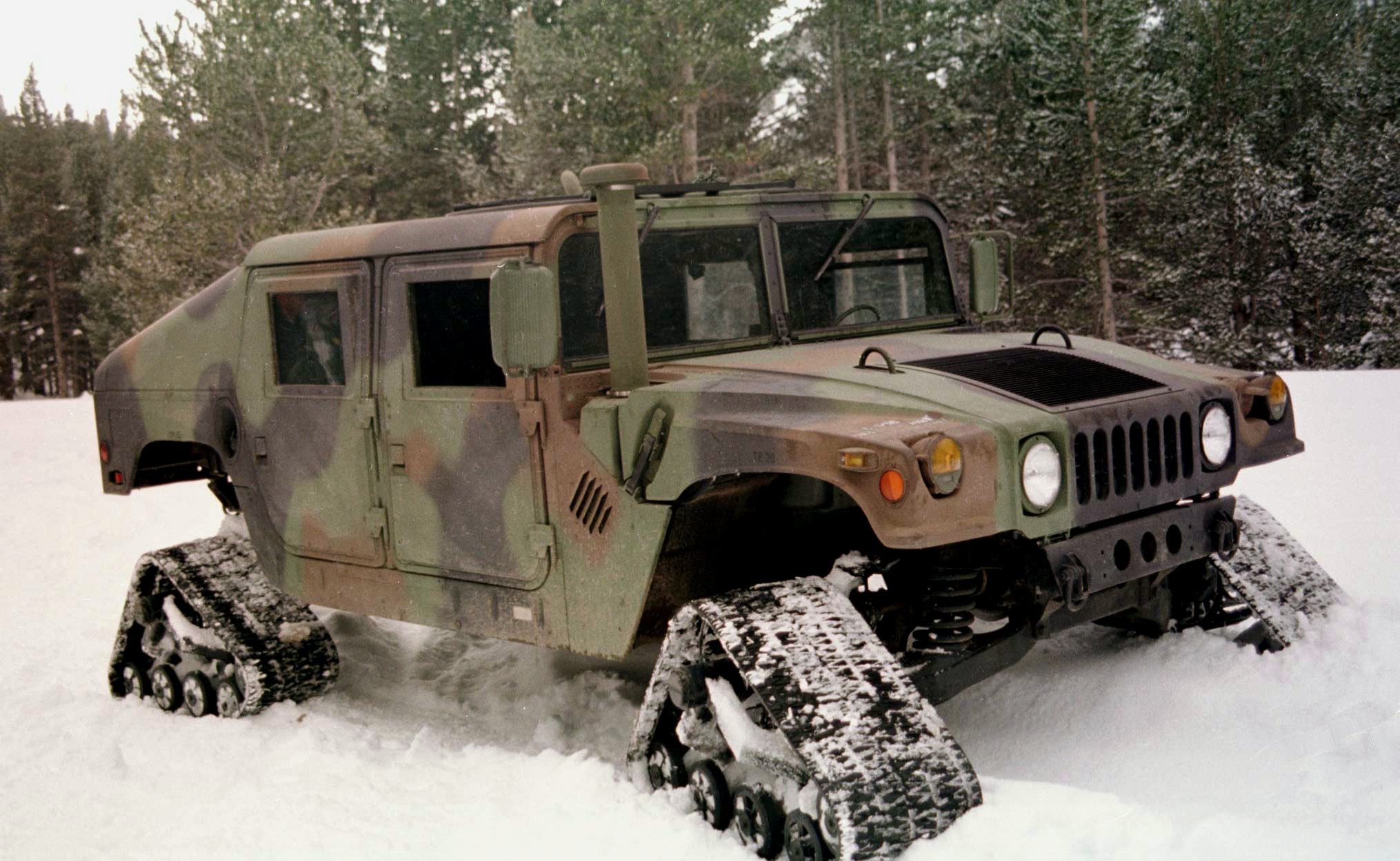
Humvee mit Raupen als Radersatz

Die HMMWV wurden von der US Army unter anspruchsvollsten Bedingungen getestet, wie unter Kampfbedingungen im schwersten Gelände, über felsige Hügel, durch 1,50 m tiefes Wasser, in tiefem Wüstensand wie auch in arktischer Kälte.
Um Gewicht zu sparen, wurden u. a. die Antriebswellen im Durchmesser reduziert. Um die gleiche Leistung wie mit herkömmlichen Wellen übertragen zu können, wurde die Drehzahl der Wellen ungefähr verdoppelt, um das Drehmoment entsprechend halbieren zu können. Um diesen Drehzahlunterschied dann am Rad wieder herunterzusetzen, wurden an jedem Rad Vorgelegegetriebe eingebaut, die es gleichzeitig ermöglichten, die Bodenfreiheit zu erhöhen. Diese Bauform wird Portalachse genannt. So hat ein Humvee 45 cm Bodenfreiheit (Achsmitte). (Portalachsen werden seit langem auch beim VW 181 Kübelwagen, beim Unimog, beim Steyr-Puch Pinzgauer und Haflinger und Volvo C303 Laplander verwendet.)
AM General baut das Fahrzeug in Mishawaka im Bundesstaat Indiana. O’Gara Hess & Eisenhardt baut die Panzerung für die Modelle M1113 und M1114.
Im Jahr 2010 lieferte AM General die letzten 2600 Humvees an die US Army, um ihren Gesamtbedarf von 150.000 Fahrzeugen zu decken. Die Anfälligkeit des Humvee für Angriffe durch Sprengfallen in Afghanistan und im Irak beschleunigte die Entwicklung und Beschaffung des MRAP, sodass das Aufgabenspektrum des Humvee zunehmend auf logistische Operationen begrenzt wird.
Die US-Armee übergibt ausgemusterte Fahrzeuge im Kontext des Programms 1033 an verschiedene US-Polizeibehörden. Diese setzen die Fahrzeuge dann für besondere Aufgaben ein.

## Technische Daten
| Technische Daten                   | M998 A0 / A1 | M998 A2 |
| ---------------------------------- | --- | --- |
| Länge × Breite × Höhe (ohne Plane) | 4,57 m × 2,16 m × 1,83 m (1,37 m) | 4,57 m × 2,16 m × 1,83 m (1,37 m) |
| Leermasse                          | 2361 kg (5200 lb) | 2361 kg (5200 lb) |
| Nutzlast                           | 1135 kg (2500 lb) | 1135 kg (2500 lb) |
| Maximal zulässige Gesamtmasse      | 3496 kg (7700 lb) | 3496 kg (7700 lb) |

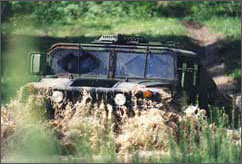
Humvee im Gelände

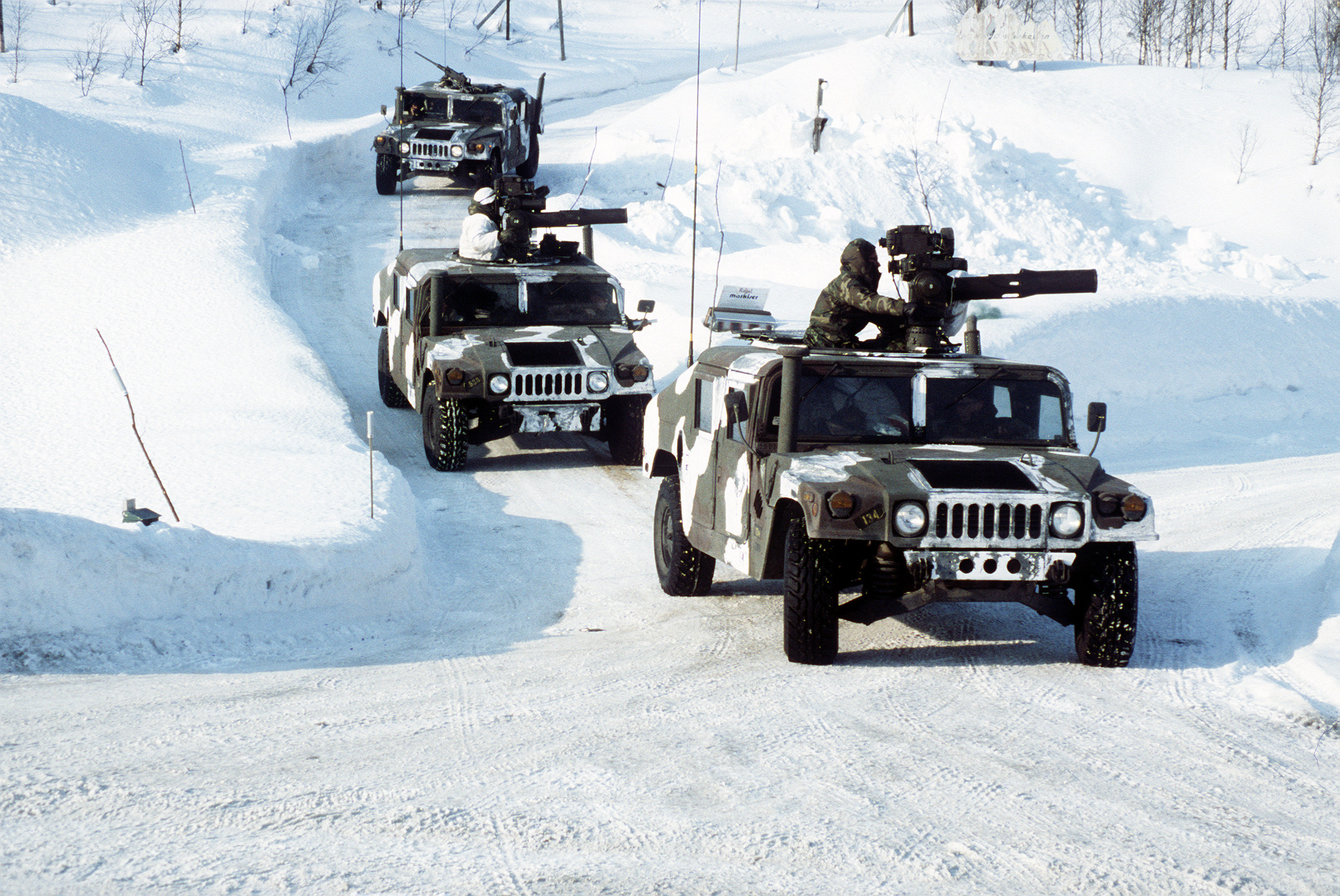
Humvee mit TOW-Raketenwerfer in Wintertarnanstrich

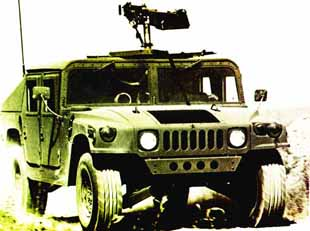
M966 mit MG

| Motor                              | 6,2-L-V8-Dieselmotor Detroit Diesel 6.2L | 6,5-L-V8-Dieselmotor von 1992 bis 2000 produziert von GM (General Motors) ab 2000 produziert von GEP (General Engine Products) GEP Optimizer 6500 und P400 |
| Ventilsteuerung                    | OHV, je Zylinder ein Einlass- und ein Auslassventil                                                                                                   | OHV, je Zylinder ein Einlass- und ein Auslassventil |
| Aufladung                          | keine (freisaugend) | freisaugend und/oder Abgasturbolader |
| Gemischbildung                     | Wirbelkammereinspritzung, Verteilereinspritzpumpe Stanadyne DB2                                                                                       | Wirbelkammereinspritzung, Verteilereinspritzpumpe Stanadyne DB2                                                                                            |
| Bohrung × Hub                      | 101 mm × 97,0 mm (3,98 in × 3,80 in) | 103 mm × 97,0 mm (4,06 in × 3,80 in) |
| Hubraum                            | 6211 cm³ (378 in³) | 6468 cm³ (396 in³) |
| Nennleistung                       | 112 kW (150 hp) bei 3600/min | 142 kW (195 hp) bei 3400/min |
| Maximales Drehmoment               | 339 N·m (250 lb·ft) bei 2100/min | 583 N·m (430 lb·ft) bei 1700/min |
| Verdichtungsverhältnis             | 21,5:1 | 20,3:1 |
| Kraftstoffverbrauch                | 20–50 l auf 100 km | 20–50 l auf 100 km |
| Tank                               | zwei Tanks mit einem Fassungsvermögen von insgesamt 163 Liter (43 amerikanische Flüssiggallonen)                                                      | zwei Tanks mit einem Fassungsvermögen von insgesamt 163 Liter (43 amerikanische Flüssiggallonen)                                                           |
| Getriebe und Übersetzung           | 3-Stufen-Automatik THM400 (3L80) 1. Stufe: 2,48:1; 2. Stufe: 2,08:1; 3. Stufe: 1,00:1                                                                 | 4-Stufen-Automatik 4L80e 1. Stufe: 3,06:1; 2. Stufe: 1,62:1; 3. Stufe: 1,00:1; 4. Stufe: 0,75:1                                                            |
| Kraftübertragung                   | permanenter Allradantrieb; Kraftverteilung vorn/hinten: 50:50; Zentraldifferential manuell sperrbar                                                   | permanenter Allradantrieb; Kraftverteilung vorn/hinten: 50:50; Zentraldifferential manuell sperrbar                                                        |
| Beschleunigung                     | 0–48 km/h in 7 Sekunden; 0–80 km/h in 20 Sekunden | 0–48 km/h in 7 Sekunden; 0–80 km/h in 20 Sekunden |
| Geschwindigkeit                    | Straße max. 113 km/h; Gelände max. 40 km/h; Durchschnitt 50 km/h                                                                                      | Straße max. 113 km/h; Gelände max. 40 km/h; Durchschnitt 50 km/h                                                                                           |
| Besatzung                          | 1 Fahrer; je nach Aufbauart 1 bis 9 Passagiere | 1 Fahrer; je nach Aufbauart 1 bis 9 Passagiere |
| Aufbauarten                        | Plane, 4 Türen, Maxi/Mini Ambulanz, Schrägheck, Shelter (Typänderung möglich)                                                                         | Plane, 4 Türen, Maxi/Mini Ambulanz, Schrägheck, Shelter (Typänderung möglich)                                                                              |
| Geländefähigkeit                   | Bodenfreiheit: 41 cm; Wassertiefe 0,75 m; mit Deep Water fording Kit 1,50 m Steigfähigkeit: 60 % max. (31°); seitliche Kippsicherheit 40 % max. (22°) | Bodenfreiheit: 41 cm; Wassertiefe 0,75 m; mit Deep Water fording Kit 1,50 m Steigfähigkeit: 60 % max. (31°); seitliche Kippsicherheit 40 % max. (22°)      |
| Wenderadius                        | 7,32 m | 7,32 m |
| Räder und Reifen                   | 37 × 12,5 R 16,5 LT; Stahlräder | 37 × 12,5 R 16,5 LT; Stahlräder |
| Bremsen                            | 4 × Scheibenbremsen | 4 × Scheibenbremsen |
| Reichweite                         | 542 km | |
| Quelle                             | [ 7 ] [ 8 ] | [ 7 ] [ 8 ] |

## Flexibilität
Ein gefordertes Konstruktionsziel war die hohe Standardisierung und Austauschbarkeit der Einzelteile innerhalb der Fahrzeugflotte. Zu Beginn hatten die 15 verschiedenen Fahrzeugtypen den gleichen Motor, das gleiche Chassis und den gleichen Antriebsstrang. Das bedeutete eine Vereinfachung in der Ersatzteillogistik, Einsparungen im Unterhalt sowie bei der Ausbildung der Mechaniker.
Mittlerweile gibt es die einzelnen Typen in mehreren Versionen (A1, A2); und nicht zuletzt durch die Einführung der gepanzerten Version (XM1114) konnte die uneingeschränkte Austauschbarkeit der Ersatzteile nicht mehr gewährleistet werden.

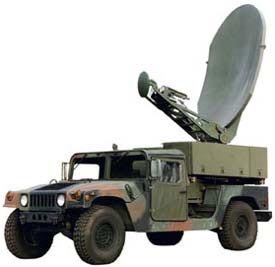
Humvee mit Star-T (Satellitenkommunikation) der US Army Reserve

### Gepanzerte Ausführung
Die ursprüngliche Spezifikation des HMMWV resultiert aus den Militärdoktrinen des Kalten Krieges, die eine hohe Mobilität und Reichweite bei niedrigem Gewicht forderten, weshalb auf eine Panzerung weitgehend verzichtet wurde. Die fehlende Panzerung widerspricht jedoch den Anforderungen der asymmetrischen Kriegführung und macht den Humvee zu einem leichten Ziel für Hinterhalte.
Der XM1113 war ein geschütztes Fahrzeug, das von O’Gara Hess & Eisenhardt (ab 2005 The Centigon Company) auf der Basis des M996 gebaut und erstmals 1997 im experimentellen Stadium (X-Stadium) an die US-Militärpolizei in Bosnien ausgeliefert wurde. Da die Grundstruktur der Federung, des Antriebsstranges und der Karosserie beibehalten und nicht dem zusätzlichen Gewicht durch die Panzerung angepasst wurde, war der Wagen sehr reparaturanfällig. Die Zuverlässigkeit wurde erst mit der Einführung des Modells M1114 verbessert. Die ursprünglichen XM1113 wurden und werden durch ein Retrofit Kit zum M1114 umgebaut.

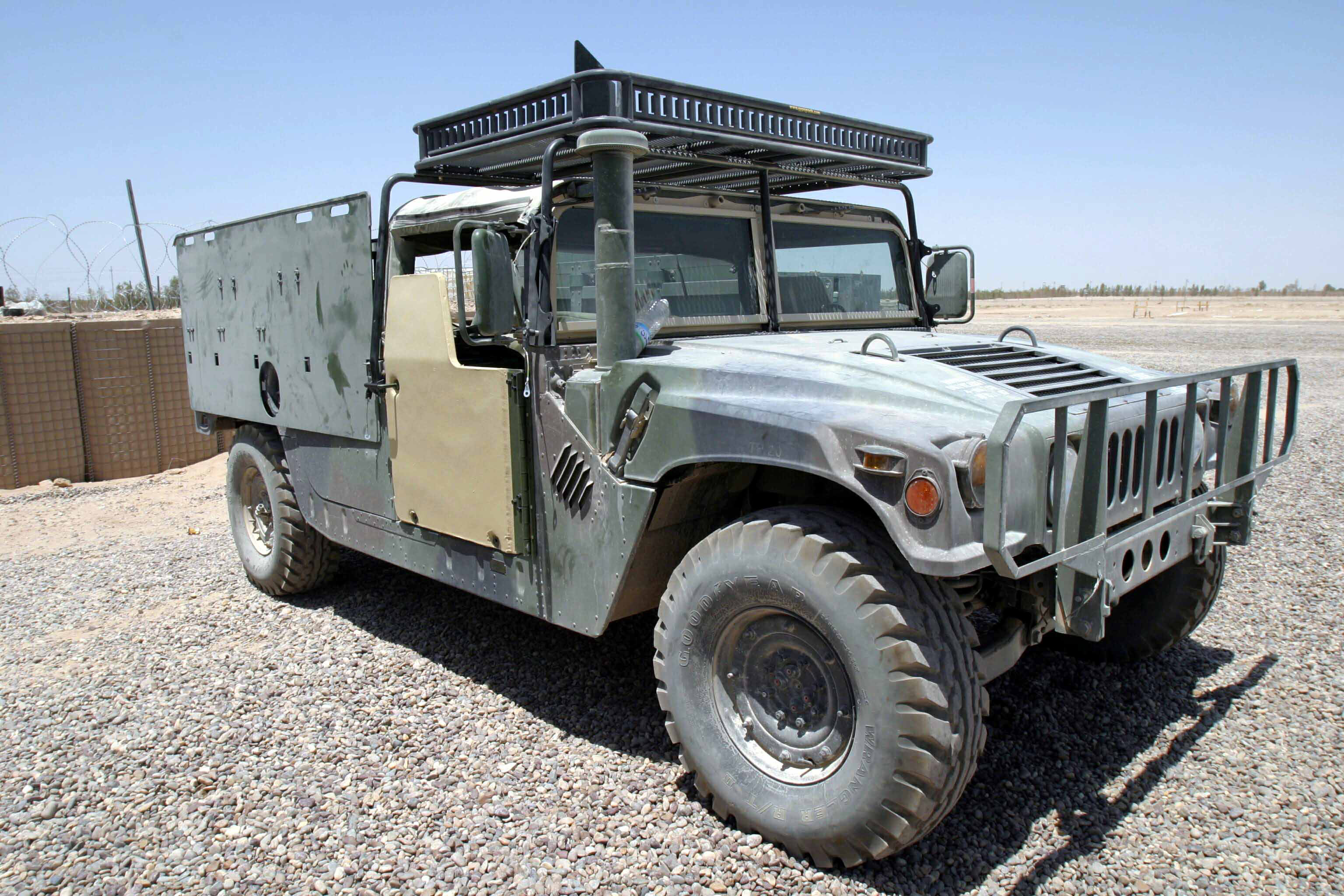
HMMWV mit zusätzlich gepanzerten Türen

Der XM1113 und sein Nachfolger, der M1114, geben viel Anlass zu Kritik. Hauptkritikpunkte sind zum einen die senkrechte Anordnung aller Außenflächen und die relativ große Grundfläche des Fahrzeugs. Das führt zu einer maximalen Wirksamkeit von Sprengkörpern und Minen und ist durch die Konstruktion des Grundfahrzeugs vorgegeben, das für eine asymmetrische Kriegsführung nicht geplant wurde. Eine nachträgliche Zusatzpanzerung kann dem nur bedingt abhelfen. Die Panzerung schützt den Motorraum und die Besatzung vor Sprengsätzen mit bis zu 4 kg Sprengstoff. Die Windschutzscheibe kann einem Beschuss mit 7,62-mm-NATO-AP („Armor Piercing“, panzerbrechend) widerstehen. Trotz zusätzlicher Panzerung ändert sich nichts an den konstruktionsbedingten Nachteilen gegenüber Minen und IEDs, aber auch Sprengfallen. Der Schutz der Insassen bleibt nach wie vor verbesserungswürdig.
Aus diesem Grund forciert die US Army die Einführung von MRAP-Fahrzeugen. Das Verteidigungsministerium der Vereinigten Staaten beschloss, alle HMMWVs durch die neuen MRAPs zu ersetzen. Bis Ende 2008 sollte der Bedarf der US Army an MRAPs im Irak bereits vollständig gedeckt sein. Bisher sind 63 Prozent aller Menschenverluste im Irak durch IEDs herbeigeführt worden. Die MRAPs können dazu beitragen, Soldaten zu schützen und die Verluste durch IEDs zu senken, sind allerdings noch nicht in ausreichender Stückzahl vorhanden, sodass der HMMWV weiter im Dienst ist.

### Flugzeug-Ladekapazitäten

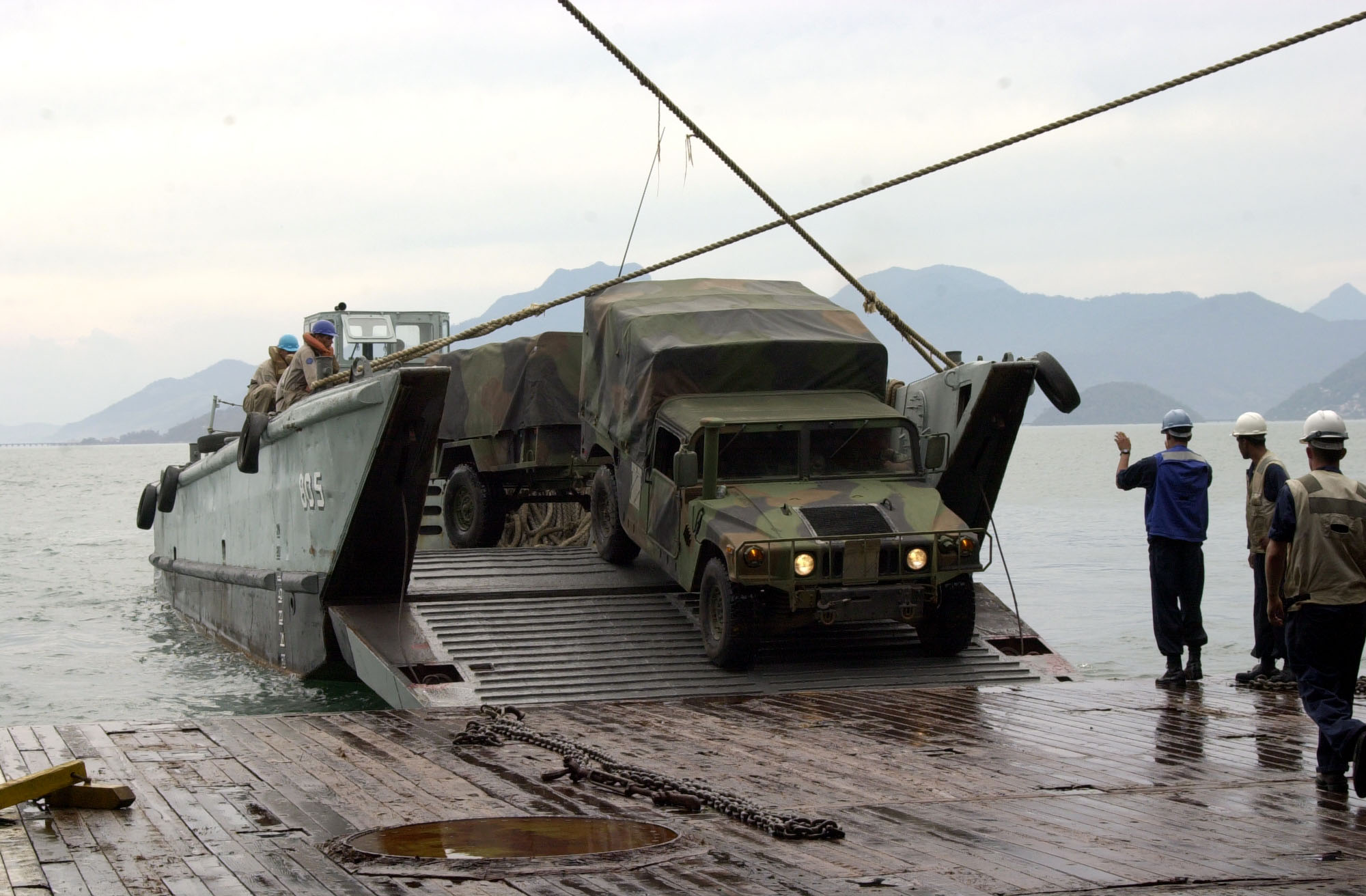
Ein HMMWV wird an der Küste Brasiliens angelandet

Drei Humvee finden in einem Transportflugzeug vom Typ C-130 Hercules Platz, sechs können im C-141 Starlifter und fünfzehn in der C-5 Galaxy befördert werden. Unter einem Transporthubschrauber vom Typ CH-47 Chinook oder einem CH-53 können zwei M998 transportiert werden, unter dem UH-60 Black Hawk einer. Die Humvee (mit Ausnahme des M997A2) können im Kampfeinsatz mit einer Spezialpalette abgeworfen werden.

### Schiff-Ladekapazitäten

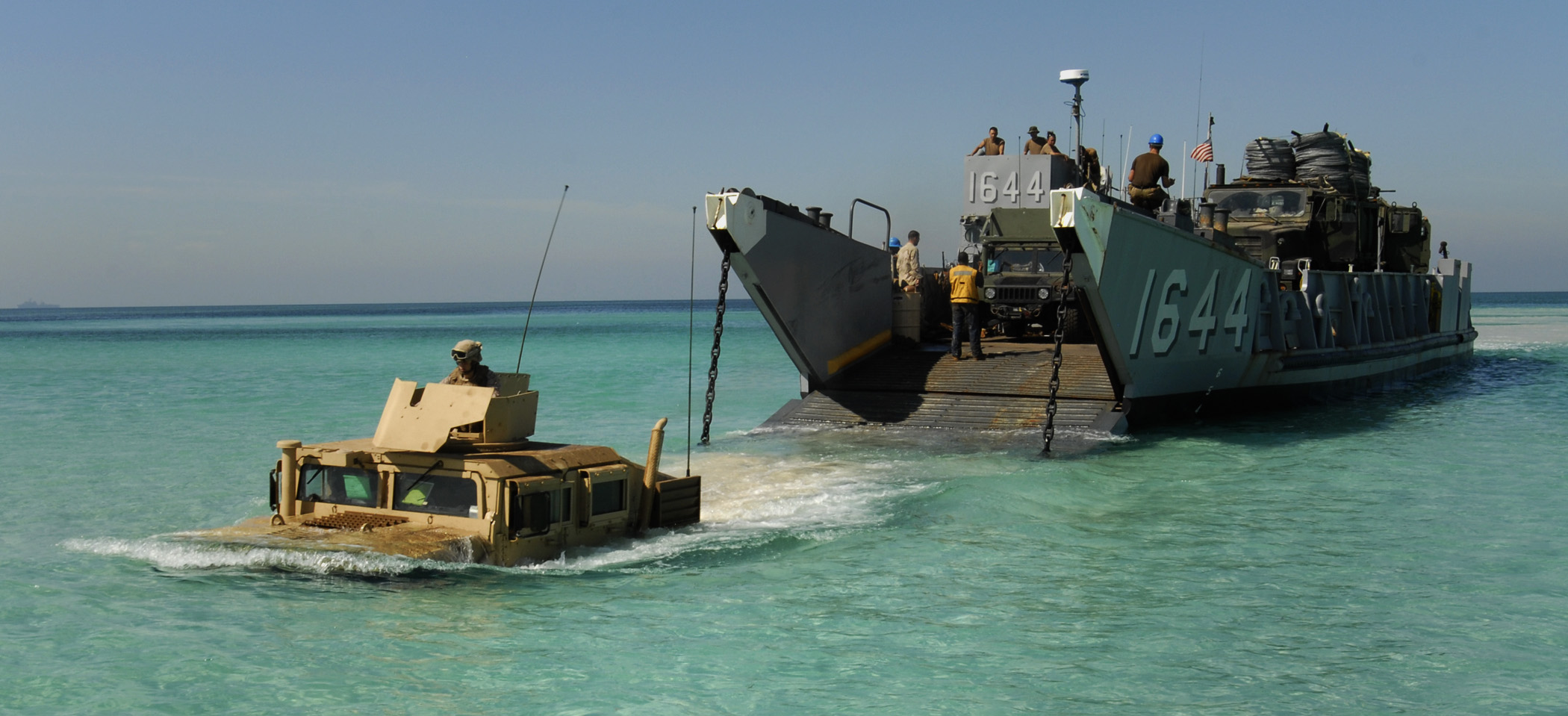
HMMWV fährt von einem LCU aus an Land

Humvees können gestapelt werden. Es ist möglich, bis zu drei Humvees übereinander zu stellen, um Ladekapazitäten auf Transportern auszuschöpfen.

### Typenübersicht
- M966 TOW Missile Carrier Basic Armor (NSN 2320-01-107-7153 – Preis: 47.069 US-Dollar)
- M996 Mini Ambulance
- M997 Maxi Ambulance – C3I
- M998 Cargo Troop Carrier Grundtyp (NSN 2310-01-111-2275 – Preis: 49.357 US-Dollar)
- M1025 Armament Carrier Basic Armor (NSN 2320-01-128-9551 – Preis: 38.496 US-Dollar)
- M1026 Armament Carrier Basic Armor (NSN 2320-01-128-9552 – Preis: 39.518 US-Dollar)
- M1035 Soft Top (Ambulance)
- M1036 Mini Ambulance
- M1037 S 250 Shelter Carrier (NSN 2320-01-146-7193 – Preis: 36.932 US-Dollar)
- M1038 Cargo Troop Carrier Grundtyp (NSN 2320-01-107-7156 – Preis: 34.461 US-Dollar)
- M1042 S 250 Shelter Carrier
- M1043 Armament Carrier W. Supplement Armor
- M1044 Armament Carrier W. Supplement Armor
- M1045 TOW Missile Carrier W. Supp. Armor
- M1046 TOW Missile Carrier W. Supp. Armor
- M1069 Prime Mover (NSN 2320-01-234-0497 – Preis: 35.000 US-Dollar)
- M1097 Cargo Troop Carrier (NSN 2320-01-346-9317 – Preis: 35.209 US-Dollar)
- M1097 Avenger – mobiles Luftabwehrsystem
- M1109 gepanzert
- M1113 Expanded Capacity Vehicle (ECV)(NSN 2320-01-412-0143 – Preis: 61.042 US-Dollar)
- M1114 Up Armored HMMWV (NSN 2320-01-413-3739 – Preis: 146.844 US-Dollar)
- M1116 gepanzert
- Hawkeye, Selbstfahrlafette mit einer 105 mm Kanone

Inzwischen werden einige der oben genannten HMMWV in der Version A1 und A2 in verbesserter Ausführung geliefert.

## Wirtschaftlichkeit
1983 bestellte die US Army 55.000 HMMWV für 1,2 Mrd. US-Dollar, das entspricht etwa 21.820 US-Dollar (ca. 16.000 €) pro Fahrzeug. Im Jahr 2010 lag der Preis für ein ungepanzertes Fahrzeug bei etwa 65.000 US-Dollar, für die gepanzerte Variante bei 140.000 US-Dollar. Allerdings ist die Lebensdauer der gepanzerten Version nur etwa halb so lang, und das Fahrzeug muss viel häufiger repariert werden, da der Humvee ursprünglich nicht für das Zusatzgewicht der Panzerung ausgelegt worden war.
Die zunächst geforderte Wartungsfreundlichkeit wurde nie erreicht und ist für die US Army weiterhin ein bestehendes Problem. Ein Beispiel für die fehlende Wartungsfreundlichkeit ist der Austausch des Motors, für den beim HMMWV etwa 37 Stunden benötigt werden. Die sogenannte maintenance ratio („Wartungsverhältnis“, Unterhaltzeit geteilt durch Einsatzzeit) liegt bei der M998-Serie um die 0,25 und bei den M1113 ECVs sogar bei 0,313. Dies bedeutet, dass die Fahrzeuge zu einem Viertel bzw. Drittel der Zeit nicht einsatzbereit sind. Zum Vergleich: Moderne Wagen haben eine maintenance ratio von 0,01 bis 0,001, sind also 99 % bis 99,9 % der Zeit fahrbereit. Aufgrund der unterdurchschnittlichen Zuverlässigkeit und der komplizierten Wartung fallen die Unterhaltskosten unangemessen hoch aus, insbesondere bei der gepanzerten Version. Ein weiterer Faktor, der hierzu beiträgt, ist der durch Größe und Gewicht des Fahrzeugs bedingte hohe Treibstoffverbrauch von 17 Litern Diesel je 100 km auf der Straße, im Gelände ist der Verbrauch je nach Geländeart teilweise noch deutlich höher.

## Recap und Nachfolger
Die US Army wird im Laufe der nächsten Jahre ein Recap-Programm durchführen. Ziel dieses Programms ist es, HMMWVs mit über 15 Betriebsjahren komplett zu überarbeiten und sämtliche MWOs (Modification Work Order) durchzuführen. Dieses Programm soll die Lebensdauer der HMMWVs um etwa zehn Jahre verlängern und den Zeitraum bis zur Indienststellung eines Future Tactical Truck System (FTTS) bzw. Combat Tactical Vehicle (CTV) überbrücken.
Der Nachfolger des Humvee soll dann größer, leistungsfähiger und stärker gepanzert sein als sein Vorgänger. Damit wird die bisherige Rolle des Humvee als universelles Nutzfahrzeug in Richtung kampftaugliches Gefährt erweitert. Neue HMMWVs werden seit 2012 nicht mehr beschafft. Kurzfristig werden für Kampfeinsätze an Stelle von HMMWVs die sogenannten MRAPs (Mine Resistant Ambush Protected) eingesetzt. Seit 2015 ist das offizielle Nachfolgermodell der Oshkosh JLTV (Joint Light Tactical Vehicle).

## Nutzer
Taiwan Seit 1995 erhielt die taiwanische Armee über den Foreign Millitary Sale HMMVs. Es wurden etwa 9000 HMMVs an Taiwan geliefert.
 Ukraine Der HMMWV wird in verschiedenen Varianten von der Ukraine im Russisch-Ukrainischen Krieg eingesetzt. Laut dem Oryx-Blog gingen mit Stand November 2024 229 Fahrzeuge verloren.

## Exportversion
In Europa wird der HMMWV unter anderem von den Armeen Spaniens, Portugals, Griechenlands, Luxemburgs, Polens, Lettlands und Dänemarks eingesetzt. Es gibt ebenfalls eine von der Schweizer Firma MOWAG modifizierte Karosserie-Version mit der abweichenden Bezeichnung Mowag Eagle. Weitere Einsatzländer sind unter anderem Israel und der Libanon.

## Zivile Ableger

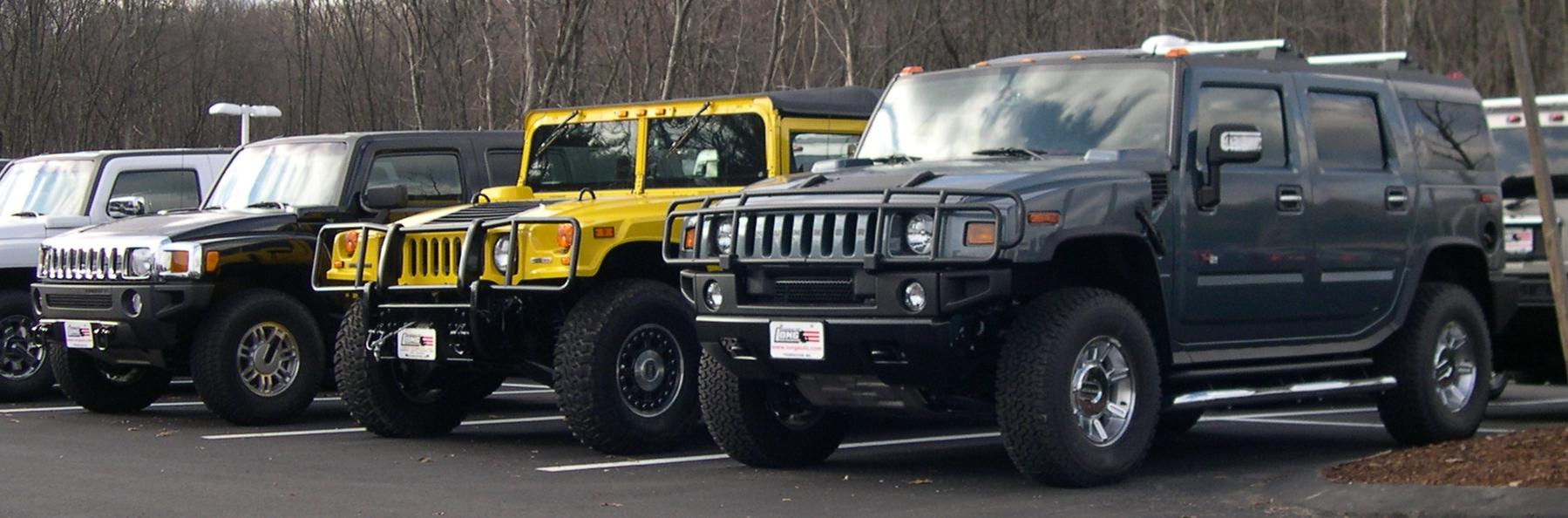
Die zivilen Hummer-Modelle: H3, H1 und H2 (von links nach rechts)

Aufgrund des stetig steigenden öffentlichen Interesses, unter anderem durch die Golfkriegsberichterstattung, brachte AM General 1992 eine zivile Version des M998 HMMWV auf den Markt, den Hummer H1. Dieser unterschied sich lediglich durch eine um 9 cm erhöhte Fahrgastkabine und eine etwas weniger spartanische Innenausstattung. So wurden beispielsweise Ledersitze und Stereoanlagen montiert. Die gesamte fahrzeugspezifische Ausrüstung war also bei den ersten zivilen Modellen noch vorhanden, so auch die Reifenluftdruckregelanlage CTIS.
1999 wurden die Markenrechte an General Motors verkauft. In den folgenden Jahren erweiterte GM die Hummer-Produktpalette um zwei SUV-Varianten – den H2 und den H3 – und änderte den Produktnamen des Ur-Hummer zu H1. Anders als der reine Geländewagen H1 basieren die beiden SUV allerdings nicht auf dem Humvee, sondern auf SUVs aus dem GM-Sortiment und erinnern nur durch ihre Optik an das militärische Vorbild. Dennoch sind sie geländetauglicher ausgelegt als die Basismodelle.
Seit 2006 (H1) bzw. 2010 (H2 und H3) wurden keine Hummer mehr für den zivilen Markt produziert. Ab dem Jahr 2022 wurde jedoch die Produktion eines neuen Modells, bekannt als Hummer EV, wieder aufgenommen. Der Hummer EV wird nun von GMC produziert und ist ein vollelektrisches Fahrzeug. Es bietet den Kunden die Möglichkeit, zwischen einem Pickup und einem SUV zu wählen.